# 特洛伊天体

「特洛伊點」位於拉格朗日點的和nd 點上。位於軌道路徑上的次要天體（藍色），圍繞著中心的主天體（黃色）。所有的拉格朗日點都以明顯的紅色顯示。

在天文學，特洛伊天體（英语：Trojan）是與一顆較大的天體共享軌道的小天體（主要是小行星）。這些小天體在主天體前方或後方約60°，靠近其軌道上的L4或L5拉格朗日點上穩定的運行。特洛伊天體可以與行星或大型天然衛星共享其軌道。
特洛伊是一種類型的共軌天體。在這種排列中，一顆恆星和一顆行星圍繞其共同的重心運行，該重心靠近恆星的中心，因為它通常比繞軌道運行的行星質量大得多。反過來，一顆比恆星和行星都小得多的質量，位於恆星-行星系統的拉格朗日點之一，受到通過該重心作用的組合引力的影響。因此，最小的物體以與行星相同的軌道週期繞重心運行，並且隨著時間的推移，排列可以保持穩定。
在太陽系中，大多數已知的特洛伊天體共享木星軌道，它們被稱為木星特洛伊，並分成在L4的希臘營（在木星前方）和在L5特洛伊營（在木星後方），大約有超過一百萬顆大於一公里的木星特洛伊存在著，但現實已編目的僅有其中的7000多顆。在其它行星的軌道上，迄今為止只發現了2颗地球特洛伊、9顆火星特洛伊、2顆天王星特洛伊和28顆海王星特洛伊；一顆臨時的金星特洛伊（2013 ND15）也是已知的。數值軌道動力學穩定性模擬表明，土星可能沒有任何原始的特洛伊天體。
當主天體是一顆行星、次要天體是它的一顆衛星時也會出現同樣的排列，使小得多的特洛伊衛星可以共享其軌道。所有已知的特洛伊衛星都是土星系統的一部分。土衛十三（Telesto）和土衛十四（Calypso）是土衛三（Tethys）的特洛伊天體，而土衛十二（Helene）和土衛三十四（Polydeuces）是土衛四（Dione）的特洛伊天體。

## 特洛伊小行星
| 木星特洛伊 | 小行星帶 | 希爾達族 |

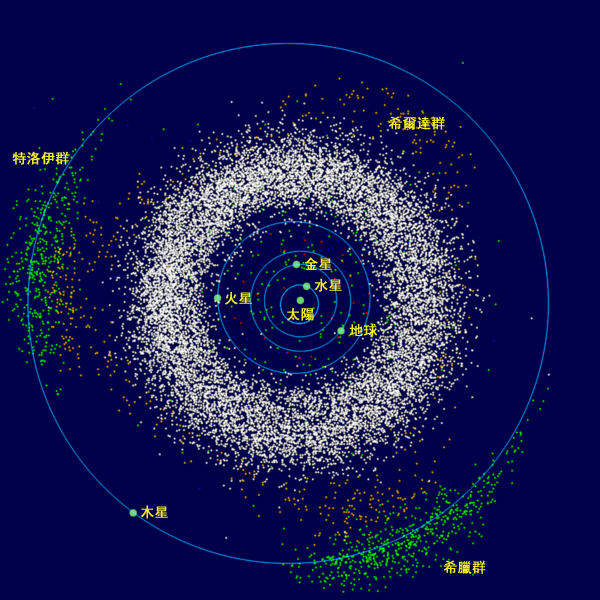
木星特洛伊在圖中被分成在木星軌道前方的希臘營，和沿著木星軌道尾隨木星，在特洛伊營。它還顯示了火星和木星之間的小行星帶以及希爾達族小行星。

1772年，義大利-法國的數學家和天文學家約瑟夫·路易士·拉格朗日得到了一般三體問題的兩個常模解（共線和等邊）。在受限三體問題中，一個質量可以忽略不計（拉格朗日沒有考慮），該質量的五個可能位置現在被稱為拉格朗日點。
「特洛伊」一詞最初指的是軌道靠近木星拉格朗日點的特洛伊小行星。這些特洛伊天體長期以來一直以希臘神話中的特洛伊戰爭人物命名。按照慣例，在木星L4點附近運行的小行星是以戰爭中希臘方面的人物命名的，而在木星L5點附近軌道運行的小行星則來自特洛伊方面。但有兩個例外，它們是在公約製定之前命名的，希臘的(624) 赫克特（英語：Hektor）和特洛伊的(617) 帕特羅克洛斯（英語：Patroclus）。
天文學家估計木星特洛伊的數量大約與小行星帶的小行星數量一樣多。
後來，人們發現了在海王星、火星和地球的拉格朗日點附近運行的天體，以及天王星和金星也有。在木星以外行星的拉格朗日點上的小行星可能被稱為拉格朗日小行星。
- 已知的火星特洛伊：有4顆：(5261) 尤里卡（英語：Eureka）、(101429) 1998 VF31、(311999) 2007 NS2、和(121514) 1999 UJ7：唯一在L4前導「雲」的火星特洛伊天體[9][10]，似乎還有2001 DH47、2011 SC191和2011 UN63，但這些尚未被小行星中心認可。
- 已知有28顆海王星特洛伊[11]，但預期海王星的大型特洛伊數量將比木星的大型特洛伊多出一個數量級[12][13]。
- 2010 TK7於2011年被確認為已知的第一顆地球特洛伊。它位於L4拉格朗日點，該點位於地球前面[14]。2020 XL5在2021年被發現是另一顆地球特洛伊。它也位於L4[15][16]。
- 2011 QF99於2013年被確認為第一顆天王星特洛伊。它位於 L4拉格朗日點。2014 YX49於2017年被宣告[17]。
- 2013 ND15是一顆臨時的金星特洛伊，也是第一顆被識別的金星特洛伊。
- 大型小行星穀神星（矮行星）和灶神星有臨時的特洛伊小行星[18]。

### 行星的特洛伊天體
| 行星   | 在L4的數量 | 在L5的數量 | L4列表               | L5列表 |
| ------ | ---------- | ---------- | -------------------- | ------ |
| 水星   | 0          | 0          | —                    | —      |
| 金星   | 1          | 0          | 2013 ND15            | —      |
| 地球   | 2          | 0          | 2010 TK7，2020 XL5   | —      |
| 火星   | 1          | 13         | (121514) 1999 UJ7    | 許多   |
| 木星   | 7508       | 4044       | 許多                 | 許多   |
| 土星   | 0          | 0          | —                    | —      |
| 天王星 | 2          | 0          | 2011 QF99，2014 YX49 | —      |
| 海王星 | 24         | 4          | 許多                 | 許多   |

### 卫星的特洛伊天體
| 卫星   | 在L4的數量 | 在L5的數量 | L4列表   | L5列表     |
| ------ | ---------- | ---------- | -------- | ---------- |
| 土卫三 | 1          | 1          | 土卫十三 | 土卫十四   |
| 土卫四 | 1          | 1          | 土卫十二 | 土卫三十四 |

## 穩定性
一個由恆星、行星和特洛伊天體組成的系統是否穩定，取決於它受到的擾動有多大。例如，這顆行星的質量如果與地球相當，並且還有一個木星質量的物體圍繞這顆恆星運行，那麼特洛伊天體的軌道將遠不如第二顆行星的質量如同冥王星質量時穩定。
根據經驗，如果m1 > 100m2 > 10,000m3（此處的m1，m2，和 m3，分別是恆星、行星、和特洛伊天體的質量。）。
更正式一點，在具有圓形軌道的三體系統中，穩定性條件為27(m1m2 + m2m3 + m3m1) < (m1 + m2 + m3)2。所以特洛伊天體是一粒塵埃， m3→0，強加上的下限為m1/m2是25+√621/2 ≈ 24.9599。 如果這顆恆星是超大質量的，m1→+∞，則在牛頓引力下，無論行星和特洛伊的質量如何，系統都是穩定的。並且如果 m1/m2 = m2/m3，則兩者都必須超過13+√168 ≈ 25.9615。然而，這一切都假定是一個三體系統；一旦引入其它物體，即使距離遙遠且體積較小，系統也需要更大的比率值才能有足夠的穩定性。

## 行星特洛伊的轨道动画

金星特洛伊: 2013 ND15 相对于太阳和金星的动画
太阳•
金星•

地球特洛伊: 从 1600 到 2500年2020 XL5相对于太阳和地球的动画
太阳•
地球•

火星特洛伊: 从 1600 到 2500年1999 UJ_{7}相对于太阳和火星的动画
太阳•
•
火星

火星特洛伊: 从 1600 到 2500年相对于太阳和火星的动画
太阳•
•
火星

天王星特洛伊: 从 1600 到 2500年2011 QF99相对于太阳和天王星的动画
太阳•
•
天王星

天王星特洛伊: 从 1600 到 2500年2014_YX49相对于太阳和天王星的动画
太阳•
•
天王星

相对于海王星，六个海王星特洛伊的轨道动画，位于海王星，週期等於 海王星 的軌道周期。